# Геометрія (Декарт)

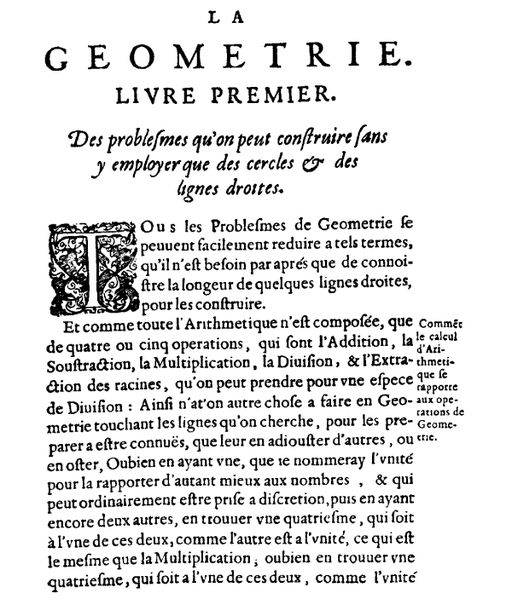
GeometryDescartes

«Геометрія» (фр. La Géométrie) — праця Рене Декарта, опублікована в Лейдені (Голландія) в 1637 році, як третій додаток до філософського трактату Декарта «Міркування про метод». Число сторінок: 106. Ім'я автора в першому виданні не було вказано. Це єдиний твір Декарта, повністю присвячений математиці; вона розглядалася автором, як зразок застосування його загальних методів. Після 1637 року «Геометрія» видавалася окремо від «Міркування про метод» .
«Геометрія» Декарта стала переломним моментом у розвитку нової математики і настільною книгою найвизначніших математиків XVII століття. Головною її цінністю було те, що книга містила виклад нового розділу математики — аналітичної геометрії, яка дозволяла за допомогою системи координат перекласти геометричні задачі на алгебраїчну мову, що істотно спрощувало їх дослідження і розв'язування. Крім того, Декарт використовував в «Геометрії» зручну математичну символіку, яка з цього моменту стала загальноприйнятною в науці. Нарешті, «Геометрія» почала процес зміни фокусу уваги математиків з вивчення числових величин на вивчення залежностей між ними — в сучасній термінології, функцій.
Революційні перетворення в математиці, приведені в «Геометрії», дозволили Декарту вирішити низку завдань, що були недоступні для старих методів. Декартівський підхід став основою для розробки в кінці XVII століття Ньютоном і Лейбніцем математичного аналізу.

## Передісторія
У певному сенсі можна сказати, що Декарт поміняв пріоритети алгебри і геометрії, виправивши стратегічної помилки давньогрецьких математиків. У V ст. до н. е. вибухнула перша криза основ математики — піфагорійці виявили, що діагональ квадрата непорівнянна з його стороною, тобто їх відношення не можна виразити ні натуральним числом, ні дробом. Однак інших числових об'єктів, крім натуральних чисел, античні математики не визнавали, навіть дріб розглядалася ними не як число, а як співвідношення (пропорція). Знайти вихід зумів в IV ст. до н. е. Евдокс Кнідський — він ввів, поряд з числами, поняття геометричних величин (довжин, площ, об'ємів). Для однорідних величин були визначені арифметичні операції, аналогічні числовим. Теорія Евдокса була викладена Евклідом в п'ятій книзі його «Начал», і вона використовувалася в Європі до XVII століття. Теореми про числа Евклиду доводилося окремо  повторно доводити для величин, та й арифметика величин була значно біднішою, ніж числова — хоча б тому, що стосувалася тільки однорідних величин.
У Новий час з'ясувалося, що побудова числової алгебри на основі геометрії була помилкою. Наприклад, з точки зору геометрії деякі вираження не мали геометричного тлумачення (не визначена фізична розмірність величини — результату) і тому не мали сенсу; те ж відноситься до негативних чисел.
Декарт пішов іншим шляхом — замість відомості алгебри до геометрії він звів геометрію до алгебри, і цей шлях виявився набагато пліднішим. Щоб зробити це можливим, Декарт розширив поняття(розуміння) числа — воно увібрало всі речові числа, включаючи ірраціональні, і є абстрактні, тобто відокремлено від геометрії . Окреме поняття(розуміння) геометричної величини тоді стає зайвим. Алгебризація геометрії дозволила, крім того, виявити загальні риси в геометричних задачах, які здавалися абсолютно незалежними .
У поєднанні з символічною алгеброю Франсуа Вієта і добре розвиненою до цього моменту системою алгебричних позначень (у розвитку якої і сам Декарт брав участь) це нововведення дозволяло проводити математичні дослідження небаченої раніше глибини і спільності. Вперше план такої реформи математики Декарт виклав 26 березня 1619 року в листі голландському математику Ісааку Бекману. Додатковий матеріал Декарт отримав в ході своїх занять оптикою .

## Попередники
Декарт практично не посилається в «Геометрії» на праці інших вчених, що дало привід Валліс і декільком іншим математикам звинуватити його в плагіаті ідей інших алгебристів, зокрема, Херріот і Жирара. Втім, інший свій трактат, «Діоптріка», Декарт також побудував так, як ніби до нього математичної оптикою ніхто не займався .
Безсумнівний вплив на Декарта надав Франсуа Вієт, засновник символічної алгебри. Як згадувалося вище, основні ідеї своєї реформи Декарт почав розробляти ще в 1619 році, так що в вузлових пунктах своєї програми він цілком самостійний. У цьому переконує також його листування. Жирар раніше Декарта сформулював основну теорему алгебри (1629), а Херріот першим досліджував розкладання многочлена на лінійні множники. Математичну символіку Жирара і Херріота Декарт не застосовував, а з книгою Херріот ознайомився вже після виходу в світ «Геометрії». Декарт активно листувався з П'єром Ферма, який також може претендувати на честь відкриття аналітичної геометрії, проте вплив Ферма в працях Декарта не відчувається. Ніхто з попередників не запропонував таку радикальну реформу математики, як Декарт  .

## Ідейні особливості підходу Декарта

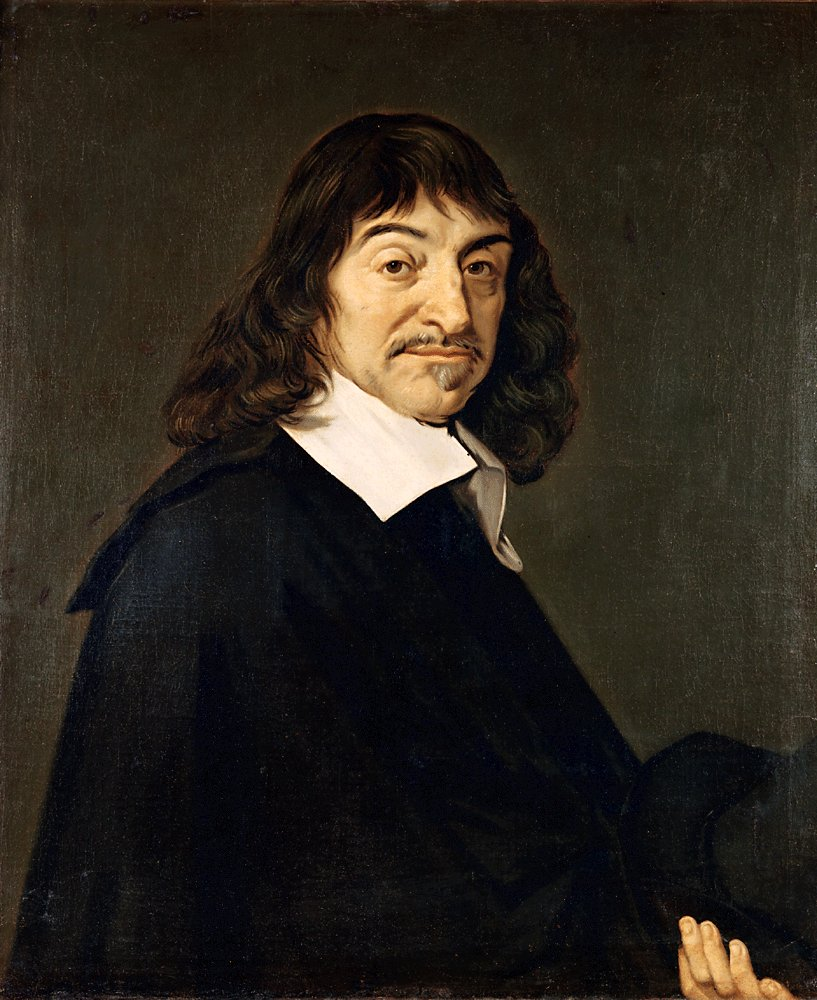
Рене Декарт

### Універсальний метод розв'язування завдань
При всій важливості створення аналітичної геометрії, публікацією «Геометрії» Декарт хотів домогтися набагато масштабнішої мети — дати максимально загальний метод рішення математичних задач. Цей загальний (як він вважав) метод Декарт викладає так. Більшість з математичних задач в кінцевому рахунку може бути зведене до алгебричних рівнянь або системи таких рівнянь. Тому рішення задачі є просто обчислення коренів цих рівнянь. Якщо при вирішенні задачі виникають не алгебричні, а інші (трансцендентні) рівняння, то для них, вважав Декарт, загального методу рішення не існує. Для фактичного обчислення коренів Декарт застосовує графічний метод — корені виходять як точки перетину прямих, кіл та інших алгебричних кривих . Декарту було відомо, що побудова двох кривих степенів {\displaystyle m} і {\displaystyle n} дозволяє розв'язати деяке рівняння степеня {\displaystyle mn}.

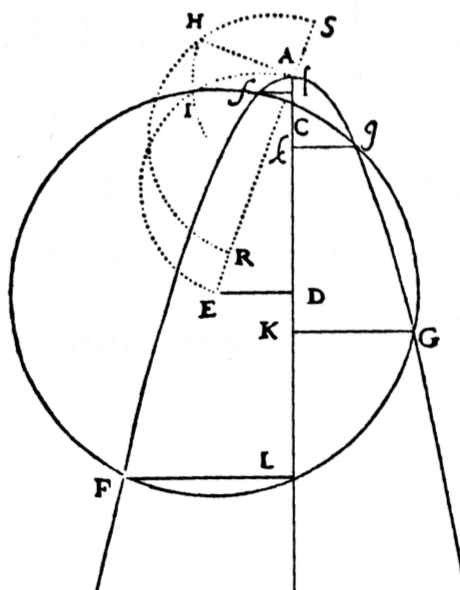
Малюнок з «Геометрії»: знаходження коренів рівняння як точок перетину параболи і окружності

: Перше рівняння дає на площині (x, z) параболу друге — окружність, і залишилося знайти точки їх перетину. Декарт показав, що аналогічними методами можна розв'язувати рівняння п'ятого і шостого порядку, для яких не існує алгебричних формул, подібних формулою Кардано .
Всі вирази, що входять в рівняння, Декарт переносив в ліву частину, так що права частина завжди дорівнює нулю; ця техніка зводила дослідження до знаходження коренів многочлена в лівій частині і дослідженню зв'язку цих коренів з коефіцієнтами рівняння .

### Узагальнення поняття числа
Як було показано вище, Декарт, на відміну від античних авторів, об'єднав числа і геометричні величини. При цьому він розрізняв три типи чисел: цілі, дробові і ірраціональні (лат. surdus буквально: «глухі»); істотних відмінностей між ними Декарт не робив, оскільки вивчення безперервних кривих і їх алгебричних образів несумісне з піфагорівським обмеженням раціональних чисел . Декарт також зробив крок до легалізації негативних чисел, зображуючи їх як відрізки, протилежні позитивним. Хоча за традицією Декарт ще називав негативні коріння «помилковими», він вже об'єднував їх з «істинними», тобто позитивними, в загальну категорію «дійсних коренів» — протиставляючи їх уявним (комплексним) корозв'язкам .

Реформа Декарта означала «зрівняння в правах» цілих, дробових і ірраціональних чисел. Цей багаторічний процес завершив Ньютон, який в «Універсальній арифметиці» (1707) дав класичне визначення дійсного числа як відношення результату вимірювання до одиничного еталону  :

Число ми розуміємо не стільки множиною одиниць, скільки відношенням довільної величини до іншої величини того ж типу, взятої за одиницю.
Оригінальний текст (лат.)
Per Numerum non tam multitudinem unitatum quam abstractam quantitatis cujusvis ad aliam ejusdem generis quantitattem quae pro unitate habetur rationem intelligimus.

### Аналітична геометрія

Декартова система координат в сучасному вигляді

Зачатки координатного методу історики виявили в «Конічних перетинах» Аполлонія Пергського ІІІ ст. до н. е. Основні ідеї аналітичної геометрії склалися у Декарта не пізніше 1632 року. Принцип формулювання геометричних властивостей алгебричною мовою одночасно з Декартом розробляв інший видатний французький математик, П'єр Ферма, але його роботи не були опубліковані за життя автора. Підхід Ферма був аналогічний Декартівському, хоча поступався останньому по ясності і глибині викладу .
Координатна система Декарта дещо відрізнялася від сучасної. Декарт фіксує на площині початок координат і позитивну вісь координат (він розглядав тільки позитивні координати, причому вісь ординат у нього горизонтальна), потім проектує на цю вісь, перпендикулярно або під іншим фіксованим кутом, точки досліджуваної кривої, фактично отримуючи другу координату (абсциссу), як довжину проектованого відрізка. Далі Декарт для цієї кривої виводить співвідношення, що зв'язує абсциси і ординати (рівняння кривої). Після цього будь-який геометричне твердження про даної кривої можна вивести чисто алгебрично з рівняння кривої, не звертаючись до креслень. Втім, віддаючи дане давньої традиції, Декарт зазвичай призводить і геометричне тлумачення своїх рівнянь. Відзначимо, що терміни абсциси, ординати, координати в сучасному сенсі з'явилися набагато пізніше у Лейбніца, а другу вісь координат вперше ввів коментатор Декарта Клод Рабуель (Claude Rabuel, 1669—1728) у виданому посмертно (1730) доповненні до «Геометрії»    .
Декарт розділив всі безперервні криві на геометричні і механічні; перші відрізняються тим, що їх можна описати алгебричним рівнянням. Механічні криві, такі як спіралі або квадратриси, Декарт вивів за межі свого дослідження. Він провів першу в історії класифікацію плоских алгебричних кривих різних степенів, згодом виправлену і доповнену Ньютоном. Декарт ясно усвідомлював, що його алгебризація приховує в собі приховану небезпеку — роблячи висновки з формули для координат, треба, в принципі, кожен раз перевіряти, що ці виводи не залежать від вибору координатної системи і не є випадковим наслідком якоїсь особливості поточної системи координат. Міркування Декарта на цю тему започаткували теорії інваріантів .

### Позначення Декарта
У Декарта алгебрична символіка отримала практично сучасний вигляд; «Геометрія» — перша в історії книга, формули в якій сучасний читач сприйме без труднощів. Декарт запропонував використовувати для відомих параметрів початкові літери алфавіту, а для невідомих — останні букви. Ту ж трійку Декарт використовував в якості символів координат при побудові графіків; сам Декарт, втім, обмежився плоскими кривими, активне використання просторових координат почав пізніше Клеро .
Декарт сформував сучасний запис піднесення до степеня, з показником степеня правіше і вище символу змінної. Ближче до кінця століття Ньютон поширив цей запис на дробові і негативні показники. Ф. Кеджорі характеризує декартівський запис степенів як найвдалішу і гнучку символіку у всій алгебрі — вона проста, компактна і наочна, полегшує перетворення і, що виявилося особливо важливим для подальшого, вона стимулювала розширення поняття піднесення до степеня на від'ємні, дробові і навіть комплексні показники, а також появу в математиці степеневої і показової функцій; всі ці досягнення важко було б здійснити при використанні позначень XVI століття .
Алгебрична символіка Декарта майже повністю була прийнята наступними поколіннями вчених, лише незвичайний декартівський знак рівності посилання=був замінений на більш вдалий символ Роберта Рекорда. Крім того, були зняті обмеження на коефіцієнти, які Декарт вважав завжди невід'ємними, а виключення з цього правила відбивав спеціальним значком . Нідерландський математик Йоганн Худде вже в 1657 році дозволив літерним змінним приймати значення будь-якого знака . У монографії Ньютона «Універсальна арифметика» (1707) використовуються позначення Декарта і знак рівності Рекорда. Уніфікація алгебричних позначень до кінця XVII століття в основному завершилася.

## Зміст
«Геометрія» ділиться на три частини (книги). Твердження автора, як правило, не супроводжуються суворими доказами, але ілюструються великою кількістю прикладів.
Книга перша: «Про завдання, які можна побудувати, користуючись тільки колами і прямими лініями». Уже в першому розділі автор заявляє: «Усі завдання геометрії можна легко привести до таких термінів, що для їх побудови потрібно буде потім знати лише довжину деяких прямих ліній». Декарт описує відповідність між арифметичними операціями і еквівалентними їм геометричними побудовами, знайомить читача зі своєю системою позначень. Далі він дає метод побудови рівнянь для розв'язуваної задачі — треба просто записати формулами дані в умові завдання співвідношення і потім шукати рішення отриманих рівнянь .
Як приклад ефективності свого методу Декарт розглянув і вирішив класичну задачу Паппа (з трактату Паппа «Математичні збори», книга VII): для прямих на площині потрібно знайти геометричне місце таких точок, для яких твір довжин відрізків, проведених з цих точок до n/2 даних прямих під однаковими кутами, має задане відношення до аналогічного добутку довжин відрізків, проведених до решти прямих. Папп визначив, що шукане геометричне місце є конічним перетином, однак повного твердження не дав; Декарт же розглянув не тільки загальний випадок, але і особливі ситуації (частина дослідження поміщена їм в книгу другу) .
Книга друга: «Про природу кривих ліній». Ця книга присвячена додаткам алгебри до геометрії. Тут Декарт вказав загальний метод проведення нормалей і дотичних до алгебричних кривих, який потім застосував до деяких задач оптики. Диференціальне числення ще не було створено, і Декарт використовує метод невизначених коефіцієнтів, який ілюструється на прикладі еліпса, цисоїди Діокла і овалу . Коли П'єр Ферма повідомив Декарту свій диференційний метод проведення дотичних, більш простий і практично сучасний, той його відкинув як виходить за межі алгебри, хоча при дослідженні циклоїди і логарифмічні спіралі він сам використовував методи, що не укладаються в декартівську ідеологію (наприклад, метод неподільних) .
Декарт висловив в цьому розділі песимізм щодо можливості обчислення довжини дуги довільної кривої («випрямлення кривої», як тоді говорили): на його думку, «відношення між прямими і кривими невідомо і, навіть, думаю, не може бути пізнане людьми»  , в той час дійсно ніяка крива, крім кола, не піддавалася випрямлення. Песимізм виявився невиправданим — двадцять років потому (в 1657 році) Вільям Нейл здійснив випрямлення параболи Нейла, а ще через рік Рен знайшов довжину арки неалгебричної циклоїди. Далі математичний аналіз створив загальну теорію знаходження довжини дуги, яка негайно була використана для самих різних кривих .
В кінці другої частини Декарт пише: «Я вважаю тепер, що нічого не пропустив з початків, необхідних для пізнання кривих ліній». Насправді неозорі можливості, відкриті аналітичній геометрії, послужили лише початком вражаючого прогресу нової геометрії.
Книга третя: «Про побудову тілесних або таких, що перевершують тілесні завдання». У третій книзі Декарт виклав накопичені до цього періоду основні теореми алгебри і приклади розв'язання рівнянь, які пов'язав в єдину систему, зі зручною спільною символікою і термінологією. Зокрема, він сформулював основну теорему алгебри: рівняння може мати стільки різних коренів, який його степінь (комплексні корені Декарт називав «уявними» і приділяв їм мало уваги).
Далі дані (без доведення) правило знаків Декарта для визначення числа позитивних і негативних коренів за коефіцієнтами многочлена (строго доведено тільки в XVIII столітті Лагранжем), а також правила для визначення положення речових коренів на числовій осі. Декарт зводить задачу трисекції кута до кубічного рівняння і вирішує його звичайним своїм методом, за допомогою конічних перерізів .
Декарт висловив думку, що рівняння третього і вищого степеня розв'язати за допомогою циркуля і лінійки, взагалі кажучи, неможливо; іншими словами, загальне кубічне рівняння можна вирішити, використовуючи тільки квадратні (а не кубічні) коріння. Це твердження виявилося вірним, хоча міркування автора на цю тему малопереконливі і доказової сили не мають. Але Декарт правильно зазначив, що рішення циркулем і лінійкою кубічного рівняння з цілочисельними коефіцієнтами і старшим коефіцієнтом 1 можливо, якщо це рівняння має дійсний корінь (який, очевидно, буде цілим числом). Декарт також вичерпно вирішив аналогічне питання для рівняння 4-го степеня, побудувавши його резольвенту 3-го порядку .

## Історичний вплив
Закінчуючи «Геометрію», Декарт жартівливо підмітив:

Маю надію, что наші нащадки мені будуть вдячні не тільки за те, що я тут пояснив, а й за те, що я свідомо пропустив, щоб вони мали задоволення знайти це самі.

 Справді, праця Декарта, особливо після виходу її латинського перекладу (1649, Франс ван Схотен), відразу придбала численних прихильників і викликала безліч публікацій, автори яких слідували по шляху, вказаному Декартом, і активно розвивали його ідеї. «Геометрія» витримала протягом XVII століття чотири перевидання в Голландії і Німеччині. З кожним новим виданням текст Декарта обростав великими доповненнями та роз'ясненнями важких місць, вже друге видання займало два томи. Сам Декарт після «Геометрії» певною мірою відійшов від математики і віддавав перевагу розвитку своєї метафізичної натурфілософії .
Серед перших ідейних послідовників Декарта були ван Схотен, Еразм Бартолін, Йоганн Худде, Флорімон де Бон. Безсумнівний вплив Декарта зазнав Джон Валліс, який опублікував трактат з промовистою назвою «Загальна математика або повний курс арифметики» (Mathesis universalis sive arithmeticum opus integrum, 1657), згодом перероблений в «Трактат з алгебри» (1685). Валліс поширив алгебризацію на метод неподільних (до цього чисто геометричних), близько підійшовши до створення інтегрального числення .
Ісаак Ньютон в молодості зачитувався «Геометрією» Декарта і навіть ставив її вище «Начал» Евкліда. В «Універсальній арифметиці» Ньютона (1707) відділення алгебри від геометрії відбулося остаточно . Як зазначав історик Карл Бойєр, в своїх перших публікаціях з аналізу Готфрід Лейбніц, свідомо чи ні, наслідував стилю декартовій «Геометрії»; в одному з листів Лейбніц називає своїми вчителями Галілея, Декарта і Гюйгенса.
Хоча створення в кінці XVII століття математичного аналізу знецінило тезу Декарта про універсальність алгебричного підходу, розширення цієї тези на новій, аналітичній основі зберегло все краще, що було в піонерській роботі Декарта, і дозволило успішно застосувати нову математику в багатьох природничих науках .

## Публікації

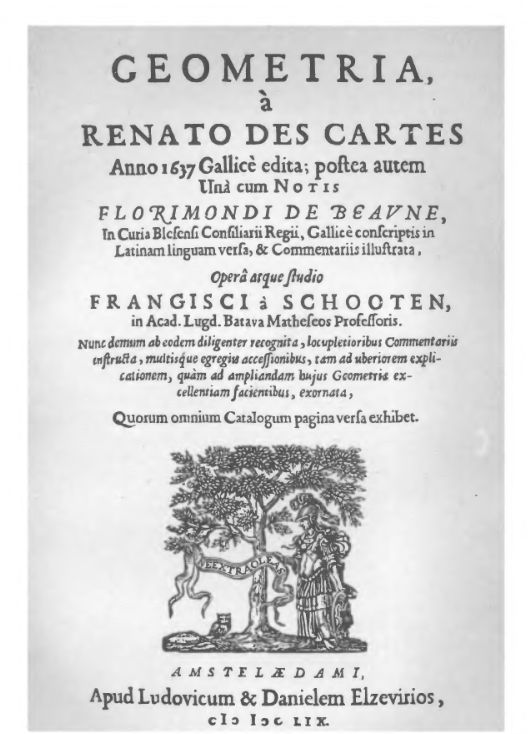
Титульний лист першого латинського перекладу «Геометрії» (Схотен, 1649)

### Першодруки
- 1637: перше видання, Лейден, без вказівки імені автора.
- 1 649: латинський переклад (Франс ван Схотен).
- 1659—1661: друге латинське видання, Амстердам. Додані статті ван Схотена, Еразма Бартоліні, Йоганна Худде, Флорімон Де Бона, Яна де Вітта та інших.
- Тисяча шістсот вісімдесят три: третє латинське видання, незначно доповнене.
- 1 695: четвертий латинське видання, Франкфурт на Майні, за участю і доповненнями Якоба Бернуллі

### Текст в мережі
- Текст в Вікіджерела
- Текст в Проекті Гутенберг